# Premier League de 2025–26
A Primeira Divisão do Campeonato Inglês de Futebol da temporada 2025–2026 é a 127ª edição da principal divisão do futebol inglês (34ª como Premier League).
É a primeira temporada completa a ter a tecnologia da linha de impedimento semi-automática, sendo a mesma implementada na temporada anterior, em 12 de abril.
A temporada 2025–26 é composta por 33 jogos ao fim de semana e cinco a meio da semana. A Puma substituirá a Nike como fornecedor oficial de bolas de jogo a partir desta temporada.
O Liverpool é o atual campeão, tendo conquistado o seu segundo título da Premier League e o seu 20º título inglês na temporada anterior.
Esta é a primeira temporada em que o Tyne–Wear Derby é disputado na Premier League desde a temporada 2015–16, na sequência da promoção do Sunderland do EFL Championship através dos play-offs.

## Regulamento
A Premier League é disputada por 20 clubes em dois turnos. Em cada turno, todos os times jogam entre si uma única vez. Os jogos do segundo turno serão realizados na mesma ordem do primeiro, apenas com o mando de campo invertido. Não há campeões por turnos, sendo declarado campeão da Inglaterra o time que obtiver o maior número de pontos após as 38 rodadas.

### Critérios de desempate
Caso haja empate de pontos entre dois clubes, os critérios de desempates serão aplicados na seguinte ordem:
1. Saldo de gols
2. Gols marcados

## Participantes

### Informações das equipes
| Equipe                 | Cidade               | Treinador           | Estádio (mando)             | Capacidade | Títulos (último) | Material esportivo |
| ---------------------- | -------------------- | ------------------- | --------------------------- | ---------- | ---------------- | ------------------ |
| Arsenal                | Londres (Holloway)   | Mikel Arteta        | Emirates Stadium            | 60,704     | 13 (2003–04)     | Adidas             |
| Aston Villa            | Birmingham           | Unai Emery          | Villa Park                  | 42,918     | 7 (1980–81)      | Kappa              |
| Bournemouth            | Bournemouth          | Andoni Iraola       | Dean Court                  | 11,307     | 0 (não possui)   | Umbro              |
| Brentford              | Londres (Brentford)  | Keith Andrews       | Brentford Community Stadium | 17,250     | 0 (não possui)   | Joma               |
| Brighton & Hove Albion | Brighton             | Fabian Hürzeler     | Falmer Stadium              | 31,876     | 0 (não possui)   | Nike               |
| Burnley                | Burnley              | Scott Parker        | Turf Moor                   | 21,944     | 2 (1959–60)      | Umbro              |
| Chelsea                | Londres (Fulham)     | Enzo Maresca        | Stamford Bridge             | 40,173     | 6 (2016–17)      | Nike               |
| Crystal Palace         | Londres (Selhurst)   | Oliver Glasner      | Selhurst Park               | 25,194     | 0 (não possui)   | Macron             |
| Everton                | Liverpool (Vauxhall) | David Moyes         | Everton Stadium             | 52,888     | 9 (1987–88)      | Castore            |
| Fulham                 | Londres (Fulham)     | Marco Silva         | Craven Cottage              | 29,589     | 0 (não possui)   | Adidas             |
| Leeds United           | Leeds                | Daniel Farke        | Elland Road                 | 37,645     | 3 (1991–92)      | Adidas             |
| Liverpool              | Liverpool (Anfield)  | Arne Slot           | Anfield                     | 61,276     | 20 (2024–25)     | Nike               |
| Manchester City        | Manchester           | Pep Guardiola       | Etihad Stadium              | 52,900     | 10 (2023–24)     | Puma               |
| Manchester United      | Old Trafford         | Ruben Amorim        | Old Trafford                | 74,140     | 20 (2012–13)     | Adidas             |
| Newcastle              | Newcastle upon Tyne  | Eddie Howe          | St James' Park              | 52,258     | 4 (1926–27)      | Adidas             |
| Nottingham Forest      | West Bridgford       | Nuno Espírito Santo | City Ground                 | 30,404     | 1 (1977–78)      | Adidas             |
| Sunderland             | Sunderland           | Régis Le Bris       | Stadium of Light            | 49,000     | 6 (1935–36)      | Hummel             |
| Tottenham              | Londres (Tottenham)  | Thomas Frank        | Tottenham Hotspur Stadium   | 62,850     | 2 (1960–61)      | Nike               |
| West Ham               | Londres (Stratford)  | Graham Potter       | Olímpico de Londres         | 60,000     | 0 (não possui)   | Umbro              |
| Wolverhampton          | Wolverhampton        | Vítor Pereira       | Molineux Stadium            | 32,050     | 3 (1958–59)      | Sudu               |

## Classificação
| Pos | Equipe                 | Pts | J | V | E | D | GP | GC | SG | Classificação ou descenso                            |
| --- | ---------------------- | --- | - | - | - | - | -- | -- | -- | ---------------------------------------------------- |
| 1   | Manchester City        | 3   | 1 | 1 | 0 | 0 | 4  | 0  | +4 | Fase de liga da Liga dos Campeões da UEFA de 2026–27 |
| 2   | Sunderland             | 3   | 1 | 1 | 0 | 0 | 3  | 0  | +3 | Fase de liga da Liga dos Campeões da UEFA de 2026–27 |
| 3   | Tottenham              | 3   | 1 | 1 | 0 | 0 | 3  | 0  | +3 | Fase de liga da Liga dos Campeões da UEFA de 2026–27 |
| 4   | Liverpool              | 3   | 1 | 1 | 0 | 0 | 4  | 2  | +2 | Fase de liga da Liga dos Campeões da UEFA de 2026–27 |
| 5   | Nottingham Forest      | 3   | 1 | 1 | 0 | 0 | 3  | 1  | +2 | Fase de liga da Liga Europa da UEFA de 2026–27       |
| 6   | Arsenal                | 3   | 1 | 1 | 0 | 0 | 1  | 0  | +1 |                                                      |
| 7   | Brighton & Hove Albion | 1   | 1 | 0 | 1 | 0 | 1  | 1  | 0  |                                                      |
| 8   | Fulham                 | 1   | 1 | 0 | 1 | 0 | 1  | 1  | 0  |                                                      |
| 9   | Aston Villa            | 1   | 1 | 0 | 1 | 0 | 0  | 0  | 0  |                                                      |
| 10  | Chelsea                | 1   | 1 | 0 | 1 | 0 | 0  | 0  | 0  |                                                      |
| 11  | Crystal Palace         | 1   | 1 | 0 | 1 | 0 | 0  | 0  | 0  |                                                      |
| 12  | Newcastle              | 1   | 1 | 0 | 1 | 0 | 0  | 0  | 0  |                                                      |
| 13  | Everton                | 0   | 0 | 0 | 0 | 0 | 0  | 0  | 0  |                                                      |
| 14  | Leeds United           | 0   | 0 | 0 | 0 | 0 | 0  | 0  | 0  |                                                      |
| 15  | Manchester United      | 0   | 1 | 0 | 0 | 1 | 0  | 1  | −1 |                                                      |
| 16  | Bournemouth            | 0   | 1 | 0 | 0 | 1 | 2  | 4  | −2 |                                                      |
| 17  | Brentford              | 0   | 1 | 0 | 0 | 1 | 1  | 3  | −2 |                                                      |
| 18  | Burnley                | 0   | 1 | 0 | 0 | 1 | 0  | 3  | −3 | Zona de rebaixamento à EFL Championship de 2026–27   |
| 19  | West Ham               | 0   | 1 | 0 | 0 | 1 | 0  | 3  | −3 | Zona de rebaixamento à EFL Championship de 2026–27   |
| 20  | Wolverhampton          | 0   | 1 | 0 | 0 | 1 | 0  | 4  | −4 | Zona de rebaixamento à EFL Championship de 2026–27   |

1. ↑  O vencedor da Copa da Inglaterra de 2025–26 e o 5º colocado se classificam para a fase de grupos da Liga Europa. Se o vencedor da Copa da Inglaterra terminar entre os cinco primeiros, o 6º colocado se classifica.

## Resultados
| Mandante \ Visitante   | ARS | AVL | BOU | BRE | BHA | BUR | CHE | CRY | EVE | FUL | LEE | LIV | MCI | MUN | NEW | NFO | SUN | TOT | WHU | WOL |
| ---------------------- | --- | --- | --- | --- | --- | --- | --- | --- | --- | --- | --- | --- | --- | --- | --- | --- | --- | --- | --- | --- |
| Arsenal                | —   |     |     |     |     |     | a   |     |     |     |     |     | a   | a   |     |     |     | a   |     |     |
| Aston Villa            |     | —   |     |     |     |     |     |     |     |     |     |     |     |     | 0–0 |     |     |     |     |     |
| Bournemouth            |     |     | —   |     |     |     |     |     |     |     |     |     |     |     |     |     |     |     |     |     |
| Brentford              |     |     |     | —   |     |     | a   |     |     | a   |     |     |     |     |     |     |     |     |     |     |
| Brighton & Hove Albion |     |     |     |     | —   |     |     | a   |     | 1–1 |     |     |     |     |     |     |     |     |     |     |
| Burnley                |     |     |     |     |     | —   |     |     |     |     |     |     |     |     |     |     |     |     |     |     |
| Chelsea                | a   |     |     | a   |     |     | —   | 0–0 |     | a   | a   | a   |     |     |     |     |     | a   |     |     |
| Crystal Palace         |     |     |     |     | a   |     |     | —   |     |     |     |     |     |     |     |     |     |     |     |     |
| Everton                |     |     |     |     |     |     |     |     | —   |     |     | a   |     |     |     |     |     |     |     |     |
| Fulham                 |     |     |     | a   |     |     | a   |     |     | —   |     |     |     |     |     |     |     |     |     |     |
| Leeds United           |     |     |     |     |     |     | a   |     |     |     | —   |     |     | a   |     |     |     |     |     |     |
| Liverpool              |     |     | 4–2 |     |     |     | a   |     | a   |     |     | —   | a   | a   |     |     |     |     |     |     |
| Manchester City        | a   |     |     |     |     |     |     |     |     |     |     | a   | —   | a   |     |     |     |     |     |     |
| Manchester United      | 0–1 |     |     |     |     |     |     |     |     |     | a   | a   | a   | —   |     |     |     |     |     |     |
| Newcastle              |     |     |     |     |     |     |     |     |     |     |     |     |     |     | —   |     | a   |     |     |     |
| Nottingham Forest      |     |     |     | 3–1 |     |     |     |     |     |     |     |     |     |     |     | —   |     |     |     |     |
| Sunderland             |     |     |     |     |     |     |     |     |     |     |     |     |     |     | a   |     | —   |     | 3–0 |     |
| Tottenham              | a   |     |     |     |     | 3–0 | a   |     |     |     |     |     |     |     |     |     |     | —   | a   |     |
| West Ham               |     |     |     |     |     |     |     |     |     |     |     |     |     |     |     |     |     | a   | —   |     |
| Wolverhampton          |     |     |     |     |     |     |     |     |     |     |     |     | 0–4 |     |     |     |     |     |     | —   |